# Faro de la Punta de la Piedad
El Faro de la Punta de la Piedad, originalmente conocido como Faro de la Piedad, es un faro situado en el cabo de la Punta de la Piedad, en el municipio de Lagos, en la región de Algarve, en Portugal. El faro fue inaugurado el 1 de julio de 1913, habiendo sido instalado en el lugar que ocupaba la antigua ermita de Nuestra Señora de la Piedad, construida el siglo XVI.

## Descripción
El faro de Punta de la Piedad es una estructura de apoyo a la navegación costera. Está formado por una torre cuadrada  de mampostería, con esquinazos de mampostería. Está flanqueado al este y oeste por dos edificios de planta baja, que originalmente sirvieron como residencia de los fareros.  La torre tiene cinco metros de altura, alcanzando una altitud de 51 m. El acceso a la linterna se realiza a través de una escalera de caracol metálica en el interior de la torre. 
La linterna produce un relámpago blanco simple con períodos de siete segundos y tiene un alcance de 20 millas.

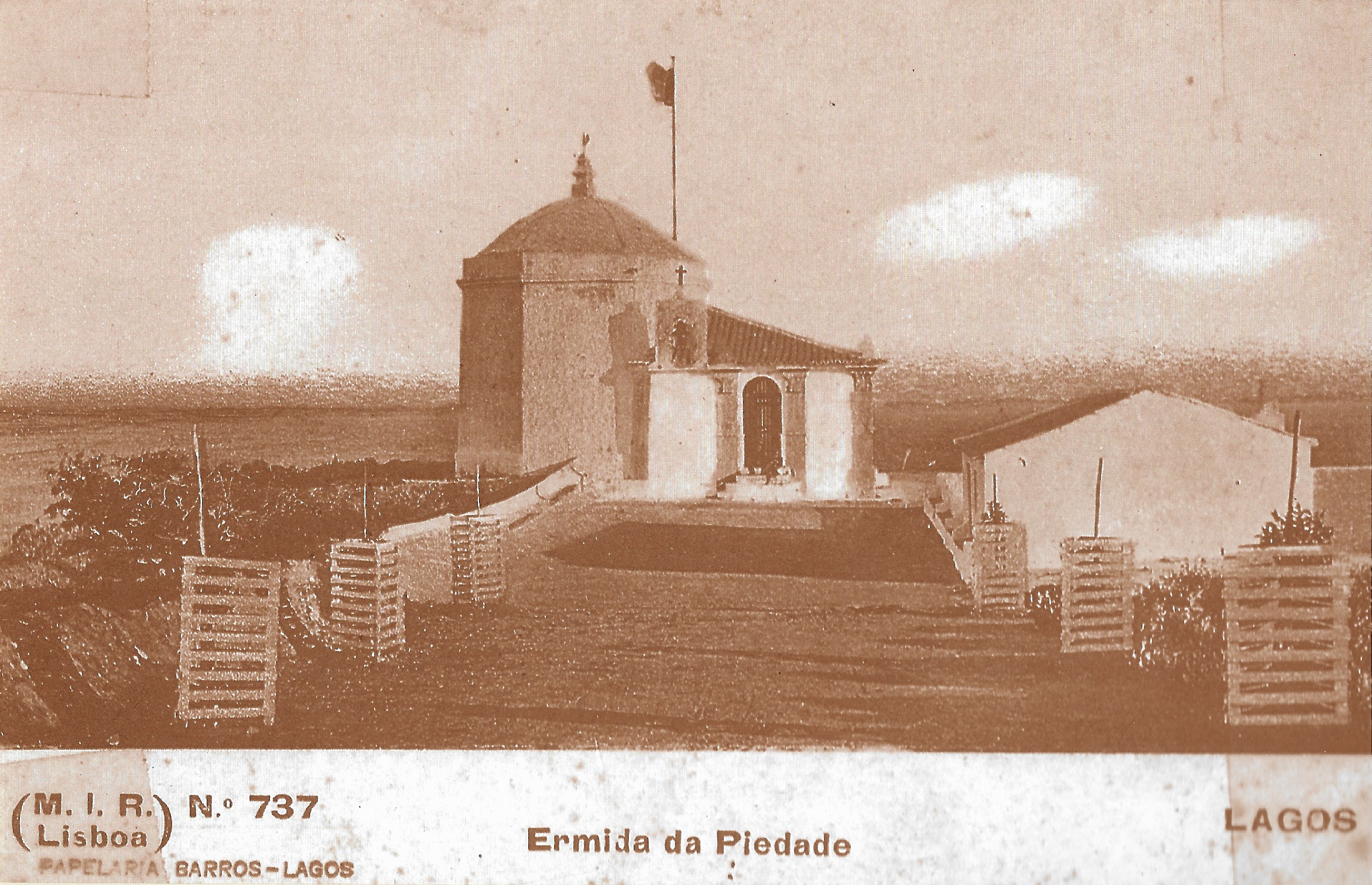
Postal antigua con la Ermita de Nuestra Señora de la Piedad, en los primeros años del.

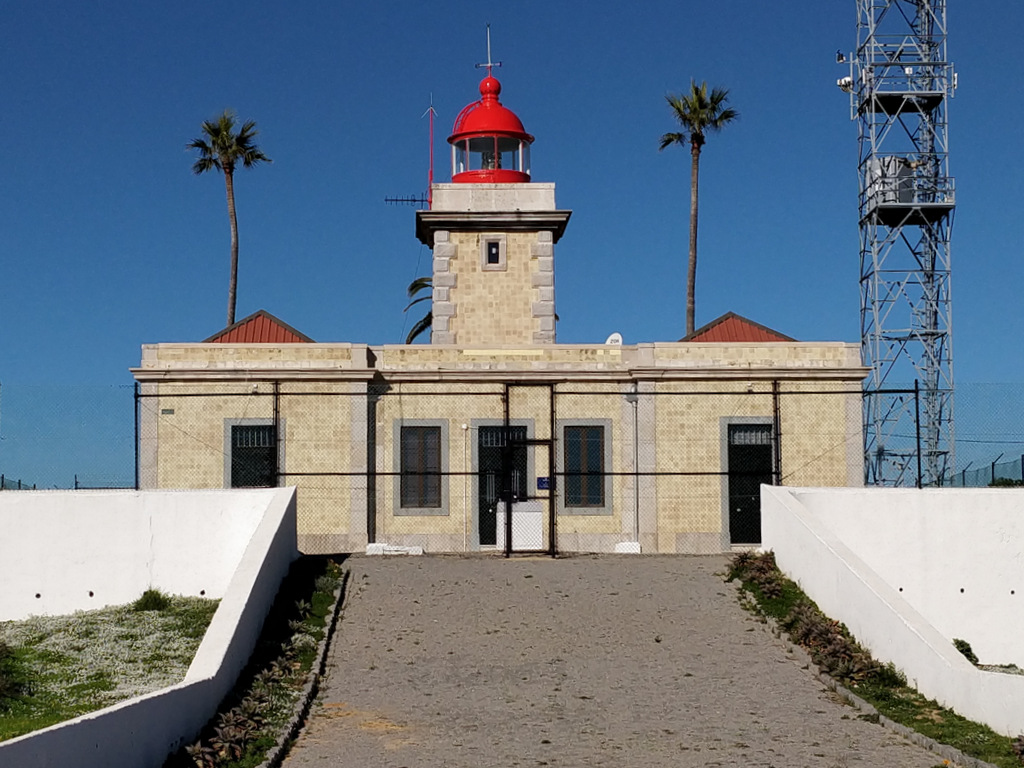
Fachada Sur del faro y rampa de acceso, en 2018.

## Historia

### Antecedentes
A lo largo de la historia, el promontorio de Ponta da Piedade fue un lugar cargado de fuerte significado religioso, estrechamente vinculado a las tradiciones marítimas.  Así, en el siglo XVI, se construyó en ese lugar una capilla dedicada a Nuestra Señora de la Piedad  que fue considerada por los pescadores de Lagos como su patrona. Sin embargo, se han encontrado restos de edificios anteriores en el lugar.  En las inmediaciones de la antigua capilla se instaló una batería de vigilancia y defensa de la costa, que funcionó entre 1663 y 1821.
La ermita estaba compuesta por una nave, con cubierta a dos aguas, y una capilla en un presbiterio octogonal con cubierta de cúpula, cubierta con teja árabe.  Este presbiterio era similar a la capilla de São João Baptista, ubicada en el extremo norte de la ciudad. En 1716, fray Agostinho de Santa María escribió sobre la capilla y el Cabo da Piedade, un relato que fue copiado por Ataíde Oliveira « En esta ciudad de Lagos hay una gran devoción que tenemos con Señora de la Piedad, cuyo santuario está fundado sobre un colina alta, que está muy cercano al mar, y desde donde se puede ver, desde el cabo de S. Vicente hasta el Puerto de Santa María, por un espacio de cuarenta leguas. Esta santa casa es muy visitada por los habitantes de la ciudad y la gente de los alrededores. Rodrigues Mendes da Silva escribió sobre este santuario y recuerda Chorographia Portugueza, tom. 3 pag. 3. ».  Este era uno de los dos santuarios del Algarve dedicados a Nossa Senhora da Piedade, el otro construido en Loulé . La capilla fue destruida por el terremoto de 1755 y reconstruida unos años más tarde.
Según el historiador Ataíde Oliveira, desde la antigüedad hubo una fiesta dedicada a Nossa Senhora da Piedade en el lugar donde se encontraba la capilla.  Sin embargo, parte de la ceremonia, que implicó encender y lanzar el fuego, era muy arriesgada, con registros de personas caídas de los acantilados.  Así, el municipio ordenó que la fiesta se celebrara en la ciudad, con la imagen de Nossa Senhora da Piedade llevada en procesión desde la capilla la víspera del evento. A este evento religioso asistieron principalmente pescadores, que tenían una gran devoción por Senhora da Piedade. De hecho, una tradición local dictaba que parte de la participación en la subasta pertenecía a Nossa Senhora da Piedade, y si faltaba el pescado, los pescadores de Lagos y alrededores debían ir en procesión a la ermita, como forma de garantizar el regreso de los peces.  La procesión hasta Ponta da Piedade continuó realizándose incluso después de la demolición de la capilla, la ruta, conocida como Via Sacra, estuvo marcada por varios hitos relacionados con el viacrucis. El investigador Leonel Vieira planteó la hipótesis de que esta devoción a Nossa Senhora da Piedade podría ser una continuación de antiguas prácticas paganas. 

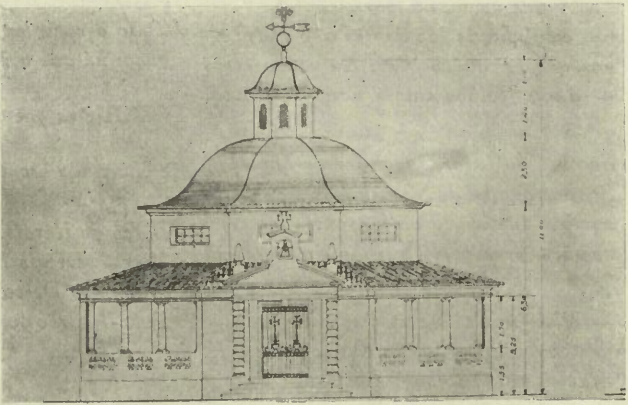
Plan cancelado para la construcción de la nueva ermita de la Piedad, en la década de 1930.

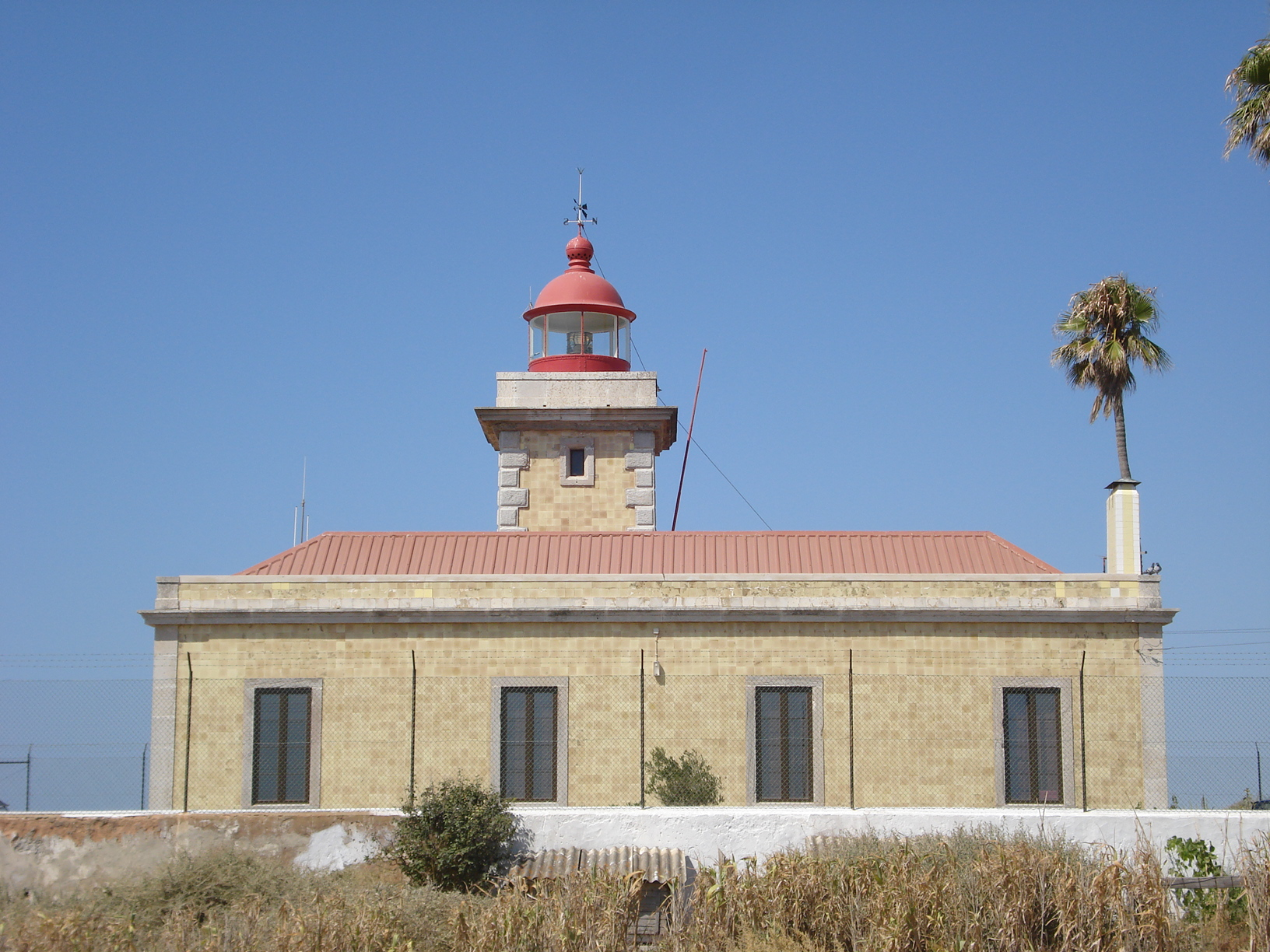
Fachada oriental del faro, en 2009.

### Planificación y construcción del faro
En 1883, se aprobó el Plan General de Alumiamento y Señalizaciones, que incluía la implementación de un puerto de luminarias en el cable de Ponta da Piedade Sin embargo, el proceso para la construcción del faro no avanzó, por lo que la comisión, que había sido formada por La Ordenanza n.º 10/1902, de 28 de octubre, del Ministerio de Marina y Ultramar, propuso la instalación de un aparato de sexto orden, que produciría dos destellos blancos y uno rojo.  El siguiente paso en la construcción del faro se dio el 30 de diciembre de 1911, por orden del 1. ª Oficina de la Dirección General de Eclesiásticos, publicada en el Boletín Oficial N ° 10, de 12 de enero de 1912, que asignó las ruinas de la capilla de Nossa Senhora da Piedade al Ministerio de Marina, con el fin de construir un nuevo edificio en su lugar un faro de rotación.  Sin embargo, este proceso encontró con la oposición de los pescadores y del Consejo parroquial de Santa María de Lagos, interesados en conservar la ermita.  Aun así, el 15 de febrero de ese año, el Contralmirante Schultz Xavier, representante de la Dirección General de Marina, tomó posesión del antiguo edificio de la capilla y sus dependencias, y el 14 de marzo la Dirección adquirió un edificio rústico de Artur Baptista Galvão. y esposa por la suma de 250.000 $ 000 Réis, para construir el faro.  Así, la capilla fue demolida y las obras se iniciaron en 1912, habiendo durado hasta 1913. El faro entró en servicio el 1 de julio de este último año, y originalmente se conocía como Faro da Piedade .
Originalmente, la luz del faro producía por medio de una lámpara de aceite, con un aparato rotatorio de cuarto orden, movido a través de una máquina de relojería, y que producía grupos de cinco destellos blancos cada diez segundos.  El 2 de mayo de 1923 se sustituyó temporalmente el aparato óptico por uno de sexto orden, el cual fue fijo y de luz blanca, el cual fue retirado el 15 de diciembre de ese año, siendo la frecuencia de las luces un intervalo de 2,5 segundos por 4 segundos. de luz fija, blanca. En 1938, se planificó la construcción de una nueva ermita en Ponta da Piedade, con el fin no solo de satisfacer las necesidades religiosas de los habitantes de Lagos, sino también de revalorizar el cabo como destino turístico y, al mismo tiempo, aliviar el problemas de la falta de obra que en ese momento se sentía en la construcción civil.
En mayo de 1952, se instaló un dispositivo de incandescencia eléctrico, alimentado por la red pública, y la luminaria tenía un alcance de quince millas, que luego se extendió a dieciocho millas.  En 1956 se sustituye el aparato de iluminación por uno nuevo, también de incandescencia eléctrica, con paso automático al gas acetileno.  En 1983 el faro empezó a funcionar de forma automática, a través de un sistema de la empresa GISMAN,  y solo utilizando electricidad.

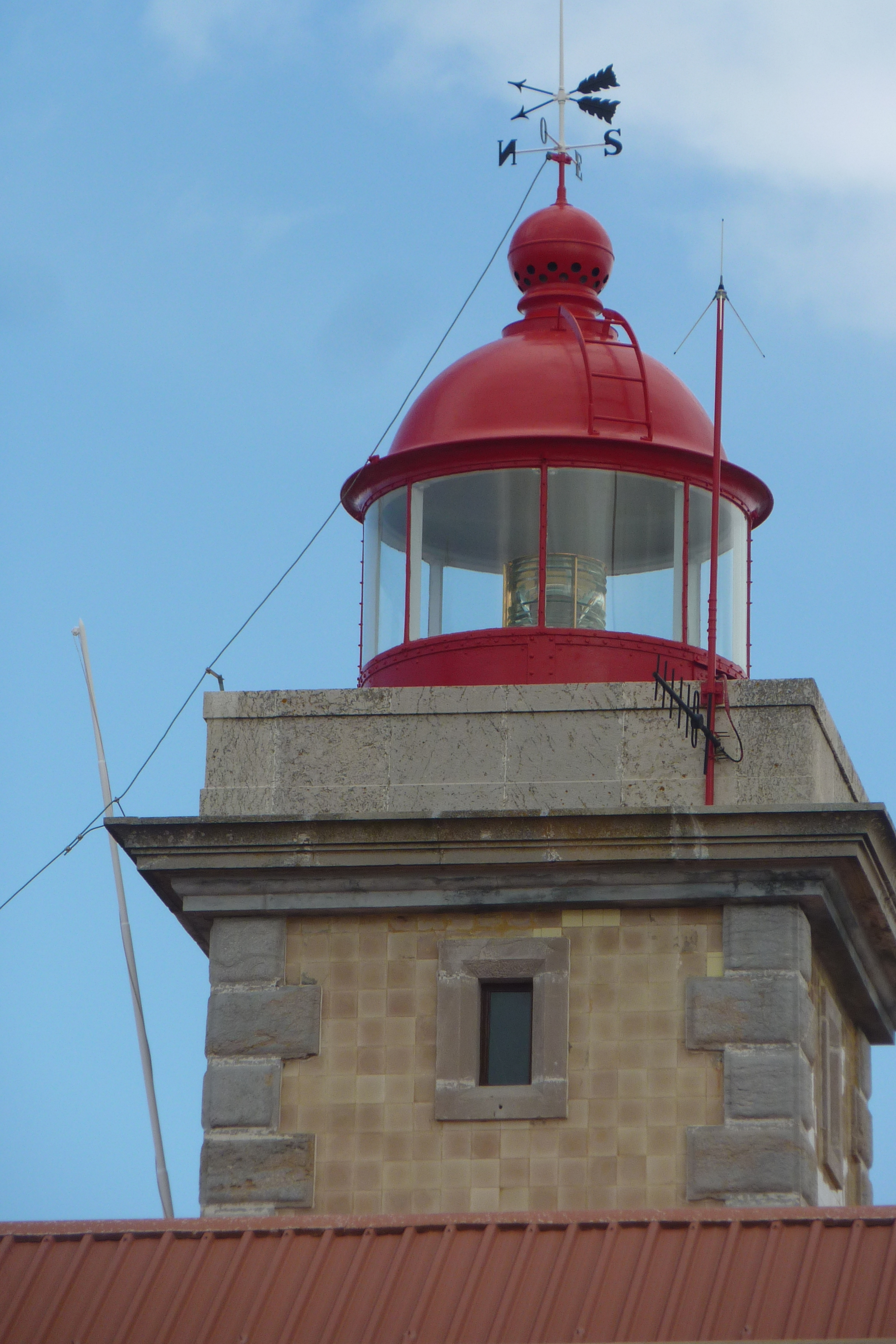
Detalle de la torre y la luminaria, en 2016.